# Róża Wielka
Róża Wielka (deutsch Rose) ist ein Dorf in der Landgemeinde (Gmina) Szydłowo (Groß Wittenberg) im Powiat Pilski (Schneidemühler Kreis) der polnischen Woiwodschaft Großpolen.

## Geographische Lage
Das Dorf liegt im Netzedistrikt des ehemaligen Westpreußen, etwa 15 Kilometer südlich von Wałcz (Deutsch Krone), 25 Kilometer ostsüdöstlich von Tuczno (Tütz) und zehn Kilometer westsüdwestlich von Szydłowo (Groß Wittenberg).

## Geschichte
Das Dorf Rose, 1590 Roza, neupolnisch Róża, wurde 1555 gegründet. 1621 gibt König Sigismund III. Wasa die Schulzenhöfe in Rose als Belohnung für Kriegsdienste an die Familie Kion. Aus demselben Grund erhält Kilian Malina-Malinowice ein Gut. Die Kions (Kónow, Kunow) besaßen hier eine Familiengrabstätte.
Um 1930 hatte die Gemeinde Rose eine 25,9 km² große Gemarkungsfläche, und es gab hier vier Wohnplätze, auf denen insgesamt 179 bewohnte Wohnhäuser standen:
- Adlig Rose
- Rose
- Rosenfier
- Rosengut

Im Jahr 1945 gehörte Rose zum Landkreis Deutsch Krone im Regierungsbezirk Grenzmark Posen-Westpreußen der preußischen Provinz Pommern des Deutschen Reichs. Rose war Sitz des Amtsbezirks Rose.
Im Februar 1945 wurde Rose von der Roten Armee besetzt. Nach Beendigung der Kampfhandlungen wurde die Region seitens der sowjetischen Besatzungsmacht zusammen mit ganz Hinterpommern und der südlichen Hälfte Ostpreußens – militärische Sperrgebiete ausgenommen – der Volksrepublik Polen zur Verwaltung überlassen. Es wanderten nun Polen zu. Rose wurde unter der polnischen Ortsbezeichnung „Róża Wielka“ verwaltet. Die einheimische Bevölkerung wurde mit wenigen Ausnahmen von der polnischen Administration aus Rose vertrieben.

### Demographie
| Jahr | Einwohner | Anmerkungen |
| ---- | --------- | --- |
| 1783 | –         | königliches Dorf und Gratial-Vorwerk nebst einer katholischen Kirche, 64 Feuerstellen (Haushaltungen), im Netzedistrikt, Kreis Krone |
| 1818 | 479       | davon 435 im königlichen Dorf, Amt Schrotz, sowie 46 im Hauptgut und Vorwerk, adlige Besitzung |
| 1910 | 1172      | am 1. Dezember, 1086 im Dorf (davon 191 Evangelische, 884 Katholiken und sieben Juden; neun Personen mit polnischer Muttersprache und eine Person mit kaschubischer Muttersprache), und 86 im Gutsbezirk (darunter 31 Evangelische und 55 Katholiken; 39 Personen mit polnischer Muttersprache) |
| 1925 | 1227      | darunter 233 Evangelische, 988 Katholiken und fünf Juden |
| 1933 | 1109      | [ 6 ] |
| 1939 | 999       | [ 6 ] |

## Kirche
Die Katholiken hatten hier 1628 eine hölzerne Kirche. Die bis 1945 anwesenden katholischen Dorfbewohner verfügten über eine eigene massive Pfarrkirche.
Die Protestanten hatten hier 1593 eine Kirche, die man ihnen später wegnahm. Die Evangelischen der bis 1945 anwesenden Dorfbevölkerung gehörten zum Kirchspiel Groß Wittenberg.  Im Dorf gab es auch eine evangelische Kirche.